# 岸和田博士の科学的愛情
『岸和田博士の科学的愛情』（きしわだはかせのかがくてきあいじょう）は、トニーたけざきによる日本の漫画、およびそれを原作とした派生作品。『月刊アフタヌーン』（講談社）誌上で連載されていた。単行本は全12巻。
マッドサイエンティストの岸和田博士とその仲間たちが織り成すコメディ。作中世界では、岸和田博士のような超天才科学者は国際法で保護されており、博士はその行為によって被害が生じても、首都壊滅級の大災害でもない限り全く責任を問われない。そのため、周りの人間や一般市民は、度々被害（死亡及び死亡よりも酷い事象を含む）に遭っている。
タイトル「岸和田博士の科学的愛情」は、『博士の異常な愛情』に対するパロディ・オマージュだと考えられる。
初期は1回あたり4ページ程度で、現代科学のトピック（観測によって結果が決定される、など）を題材としたギャグ漫画であったが、途中から前述のようなストーリー漫画へと衣替えした。

## 登場人物

### 主要な登場人物
キャストは後述のドラマCDのもの。
岸和田博士（きしわだはかせ）
声 - 野沢那智
本作の主人公で、初老の科学者。科学という名の悪魔に魂を売り渡している。IQ375。超天才であることを理由に（天才の行ったことは「天災」である）、国際法によって手厚く保護されている。人類の発展に結びつく成果を残している一方で人類滅亡に繋がりかねない危険な行為も数多くしている。但し、博士本人は天才法のことを知らず、全く好き勝手に活動していた。
チャーリー安川（チャーリー やすかわ）
声 - 千葉繁
岸和田博士の一番助手。「安川君」と呼ばれる。IQ195。アメリカ人の父と日本人の母を持つハーフ。グルグル渦巻きの眼鏡をいつもかけており、その素顔は博士でさえ思い出せない。博士の一番助手になったはいいが、そのまま冷凍睡眠の実験台にされ、11年間眠り続けていた。かなりタフであり、並大抵の被害では死なず、明らかに死ぬとしか考えられないような事故に遭っても生きている。流す涙の量は異常に多い。
大山田花子（おおやまだ はなこ）
声 -  岩男潤子
岸和田博士の助手。自身も有能な科学者だが、マッドサイエンティストの美人助手に憧れており、博士に志願して助手となった。助手となる際に博士の怒りに触れてしまい、解剖され内臓単位に分解されて保管され、後にカプセル助手（カプセル怪獣の助手版）にされてしまった。博士に「ジェニファー」と呼ばれたがっているが、なかなか呼んでもらえない。
白鳥ぱる子（しらとり ぱるこ）
声 - 横山智佐
岸和田博士の助手。科学者ではなく科学知識も無いため、博士の身の回りの世話や雑務をしていたり、景気付けに踊ったり、何もしていなかったりする。ミニスカートにエプロンという、いわゆるメイドの格好をしている。性におおらか。彼女もまた博士の怒りを買い、カプセル助手にされてしまった。
大塚長官（おおつかちょうかん）
日本国防衛軍の長官。後述する新大塚長官（新長官）が現れてからは、区別のため「旧大塚長官（旧長官）」と呼ばれることがある。背の低いヒゲの男。安川2号（後述）との戦いで生じた被害の責任を取らされ、孤島の牢獄に送られた。後に脱獄。新長官との「大塚長官」の座を賭けた戦いの末に新長官と細胞レベルで融合し、両者の記憶を引き継ぐ「合体大塚長官」になった。
新大塚長官（しんおおつかちょうかん、ネオおおつかちょうかん）
声 - 内海賢二
旧大塚長官更迭後の国防軍長官。旧長官のクローンとして作られたが、クローニング途中に「前の長官より背を高くするように」という緊急指令を受けた博士の手により、体の大きさはそのままに、頭部を巨大化するという手法で背が高くなった。誕生以前の記憶は旧長官のものが複製されており、ほぼ完全な更迭以前の旧長官の記憶を持っている。その巨大な頭部を利用した頭突き攻撃が得意。後に旧長官と融合し、合体長官になった。合体長官のボディは新長官であるため、やはり頭部が巨大である。合体後の長官は、ほとんどの場合、新も旧も合体も付けず、普通に「大塚長官」と呼ばれている。
ミス・メロン
声 - 潘恵子
大塚長官の秘書。アメリカ国籍を持つ生粋のアメリカ人だが、何故か日本国防衛軍長官秘書という、日本の要職に就いている。巨乳。真面目な性格ゆえか存在感が薄く、本人も度々そのことを気にしていた。

### その他の登場人物
山本さん
民間人。山本山男、妻のマサコ、息子（名前不明）の3人家族。ペットに犬のポチがいる。岸和田博士が山本さんの家の地下に海底戦艦・脳天号を建造し、また家が戦艦の艦橋を兼ねていたため、山本さん一家は博士らと共に海底帝国へと旅立つ羽目になった。
科学神官ボー
かつてムー帝国の近所にあり、その後海底に沈んだ海底帝国「モー帝国」の科学者にして神官。猿ではなく牛が進化した「牛人類」の末裔であるモー帝国人。地上界を支配する目的の邪魔となる岸和田博士に戦いを挑むも、博士の科学力の前に敗れる。後に国を捨て、個人的に宣戦布告。巨大人型兵器・牛野田を操り善戦するが、再び博士の圧倒的科学力の前に散った。
加藤副長官
国防軍副長官。行方不明になった合体大塚長官の代理として、一時期国防軍を指揮していた。自らの野望のため、博士の科学力を狙う。奇妙な髪型をしており、岸和田博士からは心の病気と思われている。
ブラックシルバー様
地球征服を狙う宇宙人。その目的の障害となる地球人・岸和田博士を抹殺するため、「悪1号」「悪2号」「悪3号」の3体の生体兵器を送り込む。岸和田研究所を破壊し一度は勝利しかけるが、宇宙戦艦・スペース脳天号の特攻攻撃に敗れて死亡した。
彼が現れたとき、地上からは彼の頭部の超巨大ホログラフを空に映写したかのように見えていたが、実際はホログラフではなく、見たままの超巨大な頭部のみを持つ宇宙人であった。彼が死亡した際に頭蓋骨から飛び出た脳味噌は東京都区部を覆い隠すほどの大きさであり、そのため東京都民1千万人は落下してきたブラックシルバー様の脳味噌に押し潰されて死亡した。

## 登場兵器・ロボット等
山野田（やまのだ）
岸和田博士によって作られた男性型の人型兵器。「敵に見つかっても、兵器だとばれないように」と人間そっくりの姿をしているが、巨大ロボットである。しかもスキンヘッドでブリーフ一丁である。もちろんブリーフの下には男性器も完全再現されている。
飛行できるが計算能力が弱く軌道計算できずにすぐ墜落した「山野田F-91」、汎用性に優れる「山野田・ザ・グレート」、F-91やグレートとは異なり人間大として作られた「山野田2号」など、様々な山野田シリーズが存在する。作中に最も多く登場した山野田は山野田・ザ・グレートであり、作中で単に「山野田」と言えば山野田・ザ・グレートの事を指す。
山野田・ザ・グレートの武装として横隔膜ブーメラン、指鉄砲、鼻くそボンバー、傷口レーザーなどがある。
山野田シリーズの他に、海水を主成分とする人型兵器・海野田（うみのだ）も存在し、山野田は海野田を身にまとうことが可能である。
安川2号（やすかわ2ごう）
岸和田博士に作られた、安川君そっくりのアンドロイド。博士が安川君をサイボーグ化し、後に人間に戻したあとも保存していたサイボーグボディに人工知能「ぷるぷるB」を内蔵させ作られた。一度博士の不興を買い真っ二つにされたが後に再生、その際に「安川君探知機」が組み込まれ、かつ安川君との区別のため、頭部に金色の2本のアンテナが付けられた上で額に大きく「2」と書かれている。
元々はモー帝国人に誘拐された安川君の代理になるべく作られたが、安川君が救出されたためその存在意義が消失。次第に安川君を憎み、彼と入れ替わろうとするが計画途中で失敗。発覚後は岸和田博士らに反乱し、コンピュータウイルスを使い岸和田研究所を乗っ取ることに成功するが、結局は創造者たる博士にはかなわず、マグマが流れる地下のゴミ処理施設へ叩き落された。
ゴミ処理施設に送られたが、辛くも命を取り留め、自身を改造して地下生活に適応した「安川2号改」となる。謀略をめぐらせ安川君の肉体を乗っ取ることに成功し、博士を殺害する寸前まで追い詰めた。しかし肉体の乗っ取りが不完全だったためもう少しのところで博士殺害を逃し、博士の起動した山野田に押し潰されて完全に消滅した。
脳天号（のうてんごう）
岸和田博士が山本さんの家の地下に秘密裏に建造していた海底戦艦。その姿はくいだおれ人形にそっくりである。海底戦艦ながら、手足があるため地上も移動できる。後に改造により、宇宙戦艦「スペース脳天号」に変形できるようになった。
牛野田（うしのだ）
正式名称は「牛野田マークII」。科学神官ボーに作られた男性型巨大人型兵器。牛人類を模しているため、頭と腰にそれぞれ牛の角と尻尾が生えている。山野田と同様にパンツ一丁だが、山野田がブリーフなのに対し牛野田は股間部に牛の顔がついた輪っか（尻尾を通す穴）付きTバックである。武装は腋毛ニードルやパンツを飛ばして相手の顔にかぶせ目隠しをするロケットパンツなど。山野田との死闘を演じ善戦するが、岸和田博士の機転により形勢逆転。最後は全内臓兵器（内蔵された内臓型兵器）を山野田に放出し、斃れた。
都庁ロボ’98（とちょうロボ きゅうじゅうはち）
岸和田博士が東京都庁舎を勝手に改造してできた人型兵器。博士の音声命令に従って行動する。普段は都庁舎の形をしていて普通に都庁舎として利用されているが、ミサイルなどの攻撃を受けると人型に変形する。都庁ロボに関するデータは、全長「1都庁メートル」、体重「1都庁トン」など、博士が勝手に制定した都庁1つ分を表す単位「都庁」が用いられている。なお、エネルギーは消費税であり、戦闘時には都庁職員が弾丸となる。内部には、博士の究極発明「スイッチルーム」が存在している。
空母マン’88（くうぼマン はちはち）
中にでっかいおっさんが入っており、2本足で立っているような形状に変形する米国（こめこく）海軍のミニッツ級空母。艦載機発射、ズビデュバビームで攻撃する。身長は都庁ロボ同様に「0.9エンタープライズ」と、博士が独自に設定したエンタープライズ1隻分を表す単位「エンタープライズ」が使われている。

## 作品リスト

### 漫画
- トニーたけざき 『岸和田博士の科学的愛情』 講談社 〈ワイドKC〉、全12巻
  1. 1992年8月22日発売 ISBN 4-06-176648-1
  2. 1993年3月23日発売 ISBN 4-06-176675-9
  3. 1993年10月23日発売 ISBN 4-06-176703-8
  4. 1994年3月23日発売 ISBN 4-06-176726-7
  5. 1994年10月21日発売 ISBN 4-06-176748-8
  6. 1995年6月23日発売 ISBN 4-06-176767-4
  7. 1996年2月23日発売 ISBN 4-06-176793-3
  8. 1996年9月20日発売 ISBN 4-06-337309-6
  9. 1997年7月23日発売 ISBN 4-06-337335-5
  10. 1998年1月23日発売 ISBN 4-06-337347-9
  11. 1998年5月22日発売 ISBN 4-06-337362-2
  12. 1998年10月23日発売 ISBN 4-06-337376-2

### ドラマCD
- 岸和田博士の科学的愛情 ザ・ドラマCD
- 岸和田博士の科学的愛情 逆襲篇

### 主題歌（ドラマCD）
「天才!岸和田博士のうた」
作詞 - トニーたけざき、坂本英三（アニメタル） / 作曲 - 渡辺宙明 / 編曲・歌 - アニメタル